# Torre dels Francesos
La torre dels Francesos és un edifici del poble de Rubinat, al municipi de Ribera d'Ondara (Segarra) inclòs a l'Inventari del Patrimoni Arquitectònic de Catalunya.

## Descripció
Edifici aïllat situat al mig d'una zona d'explotació agrícola cerealística dins del terme de Rubinat. Aquest és de planta rectangular amb una torre de planta circular, a la part de llevant. Aquest edifici s'estructura a partir de planta baixa, primer i segon pis, i aquest últim, tan sols s'ha conservat a la torre. Destaquem el fet que l'edifici presenta moltes obertures decorades amb estructures de maó, com podem veure a planta baixa amb diferents portes d'accés, així com, en el primer pis, a partir de finestrals. La torre és l'única que té el segon pis, amb obertures de forma romboïdal a tot al voltant, també decorades amb estructures de maó. Hi ha tres cornises al voltant tor el perímetre de l'edifici per separar els pisos, realitzades amb maó, amb tot destaquem la decoració de la cornisa de separació del segon pis doncs es tracta d'una doble cornisa farcida amb rajola decorada amb una sanefa de motius geomètrics que ha caigut en molts trams.
A l'interior de la torre, a la seva planta baixa ens trobem de ple amb la boca del pou, sense quasi cap protecció. L'obra presenta un sòcol a una part la planta baixa que abraça el perímetre de l'edifici i la resta de parets estan obrades amb maó, sobre el qual hi ha un aplacat de pedra amb rejunt de fang disposada de manera irregular. No es conserva la coberta de l'edifici.

## Història
La torre dels francesos és una antiga fàbrica on embotellaven les Aigües Rubinat-Llorach d'un dels pous que es troba dins de l'edifici, i que té una fondària de 35 metres aproximadament.